# Fiambalá
Fiambalá – miasto w Argentynie, w prowincji Catamarca, w departamencie Tinogasta.
Według danych szacunkowych na rok 2010 miejscowość liczyła 4 693 mieszkańców.